# حمله به هتل انترکانتیننتال ۱۳۹۶ کابل
حمله به هتل انترکانتیننتال کابل در ۲۰ ژانویه ۲۰۱۸ رخ داد و طی آن ۴ یا ۵ نفر از افراد مسلح به هتل اینترکانتینانتال کابل حمله کردند و طی یک نبرد ۱۲ ساعته ۲۲ نفر از مردم کشته شدند. و بیش از ۲۰ نفر زخمی شدند و طبق گزارش‌ها تلفات ممکن است به ۴۳ تن برسد.

## واکنش‌ها

### اشرف غنی
اشرف غنی رئیس‌جمهور افغانستان ضمن محکوم نمودن شدید این حملهٔ تروریستی، از اقدام مسلکی و جسورانهٔ نیروهای امنیتی و دفاعی کشور به‌خصوص قطعهٔ خاص پلیس که با وجود ازدحام مهمانان در این هتل، از تلفات بیشتر هموطنان ما و مهمانان جلوگیری کردند، ستایش بعمل آورد.

## مسئولیت حمله
ذبیح‌الله مجاهد سخنگوی طالبان با نشر اعلامیه ای اعلام کرد افراد طالبان به نشست مقامات افغان و خارجی در هتل انترکانتیننتال حمله کردند و دستکم ۱۴ ساعت این درگیری ادامه داشت.

## قربانیان
| ملیت                | کشته‌شدگان | زخمی | جمع کل | منبع          |
| ------------------- | --------- | ---- | ------ | ------------- |
| افغانستان           | ۲۵        | ۱۲   | ۳۷     |               |
| اوکراین             | ۹         | ۰    | ۹      | [ ۱۲ ]        |
| ایالات متحده آمریکا | ۴         | ۲    | ۶      | [ ۱۳ ]        |
| ونزوئلا             | ۲         | ۰    | ۲      | [ ۱۲ ]        |
| آلمان               | ۱         | ۰    | ۱      | [ ۱۴ ]        |
| قزاقستان            | ۱         | ۰    | ۱      | [ ۱۲ ] [ ۱۴ ] |
| جمع کل              | ۴۲        | ۱۴   | ۵۶     |               |